# 乔多斯
乔多斯，是西班牙瓦伦西亚自治区卡斯特利翁省的一个市镇。总面积44平方公里，总人口145人（2001年），人口密度3人/平方公里。據西班牙國家統計局統計，2018年人口數為113人。